# Монтиньи-ле-Мец
Монтиньи-ле-Мец  (фр. Montigny-lès-Metz) — коммуна во французском департаменте Мозель региона Лотарингия. Является центром одноимённого кантона, один из крупнейших городов департамента Мозель. 

## География

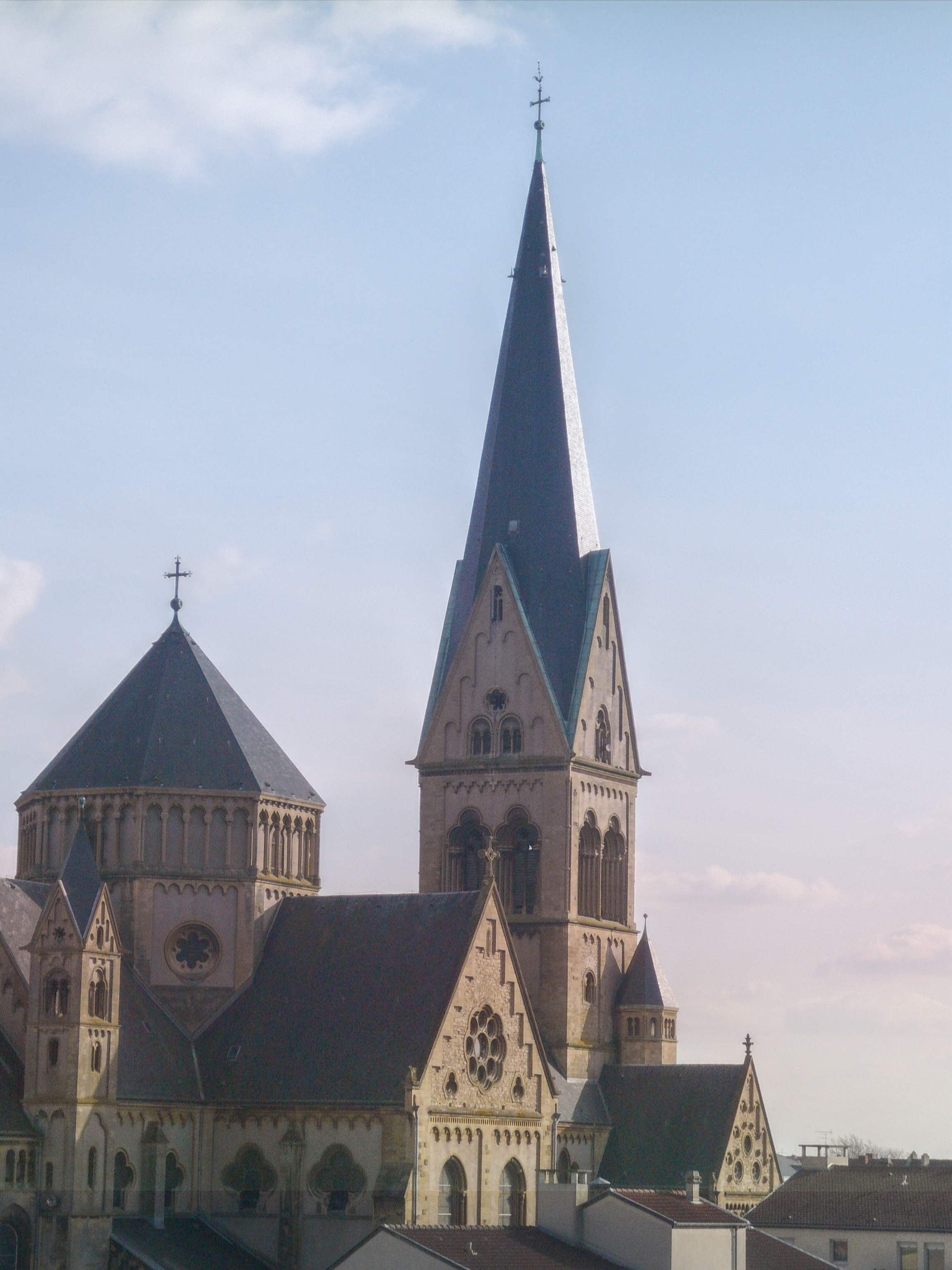
Церковь Сен-Жозеф.

Монтиньи-ле-Мец расположен в 280 км к востоку от Парижа и в 3 км к юго-западу от Меца между рекой Мозель и его правым притоком Сей. Север города пересекает канал в Жуи-оз-Арш. Город сильно урбанизирован, плотность населения в нём превышает таковую в Меце.

## История
- Человеческие поселения здесь известны с эпохи палеолита. В 1882 году на территории коммуны были обнаружены обработанные камни, датированные ок. 200 тыс. лет до н.э.
- Первый город здесь появился в 1200 году до н.э.
- Монтиньи зависел мозельским землям, принадлежал епископу Меца и управлялся сеньорами де Вариз вплоть до Французской революции. Важное значение принадлежало ордену тамплиеров.
- Входил в историческую провинцию Три епископства.
- В 1817 году к Монтиньи были присоединены Сен-Прива, хутор Басс-Монтиньи, несколько соседних ферм.
- Особенно быстрое развитие города произошло в середине XIX века.
- После поражения Франции во франко-прусской войне 1870—1871 годов вместе с Эльзасом и департаментом Мозель был передан Германии по Франкфуртскому миру и был частью Германии до 1918 года, когда по Версальскому договору вновь перешёл к Франции.

## Демография
По переписи 2011 года в коммуне проживало 22 358 человек.

## Достопримечательности

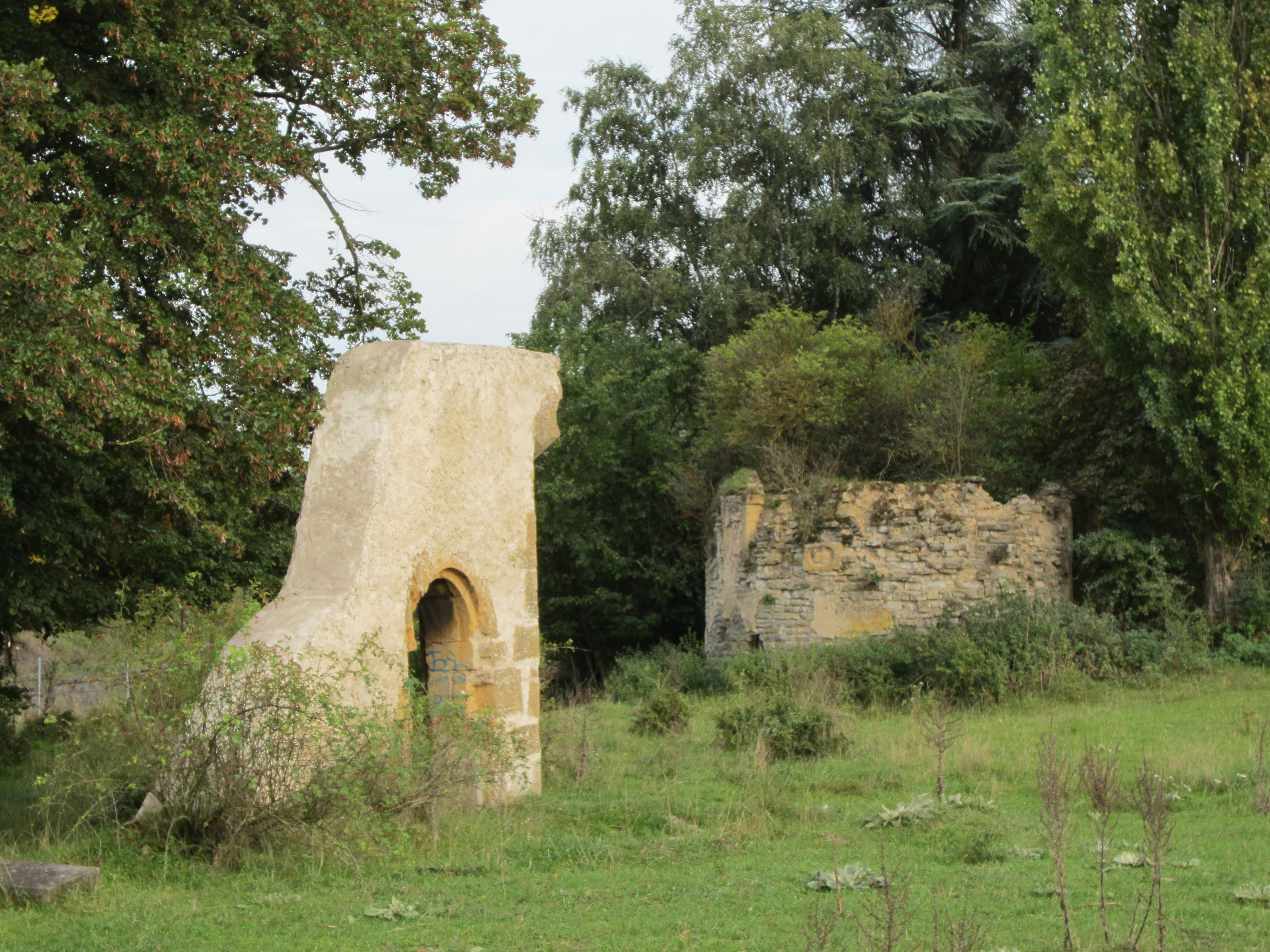
Руины замка де ла Орнь.

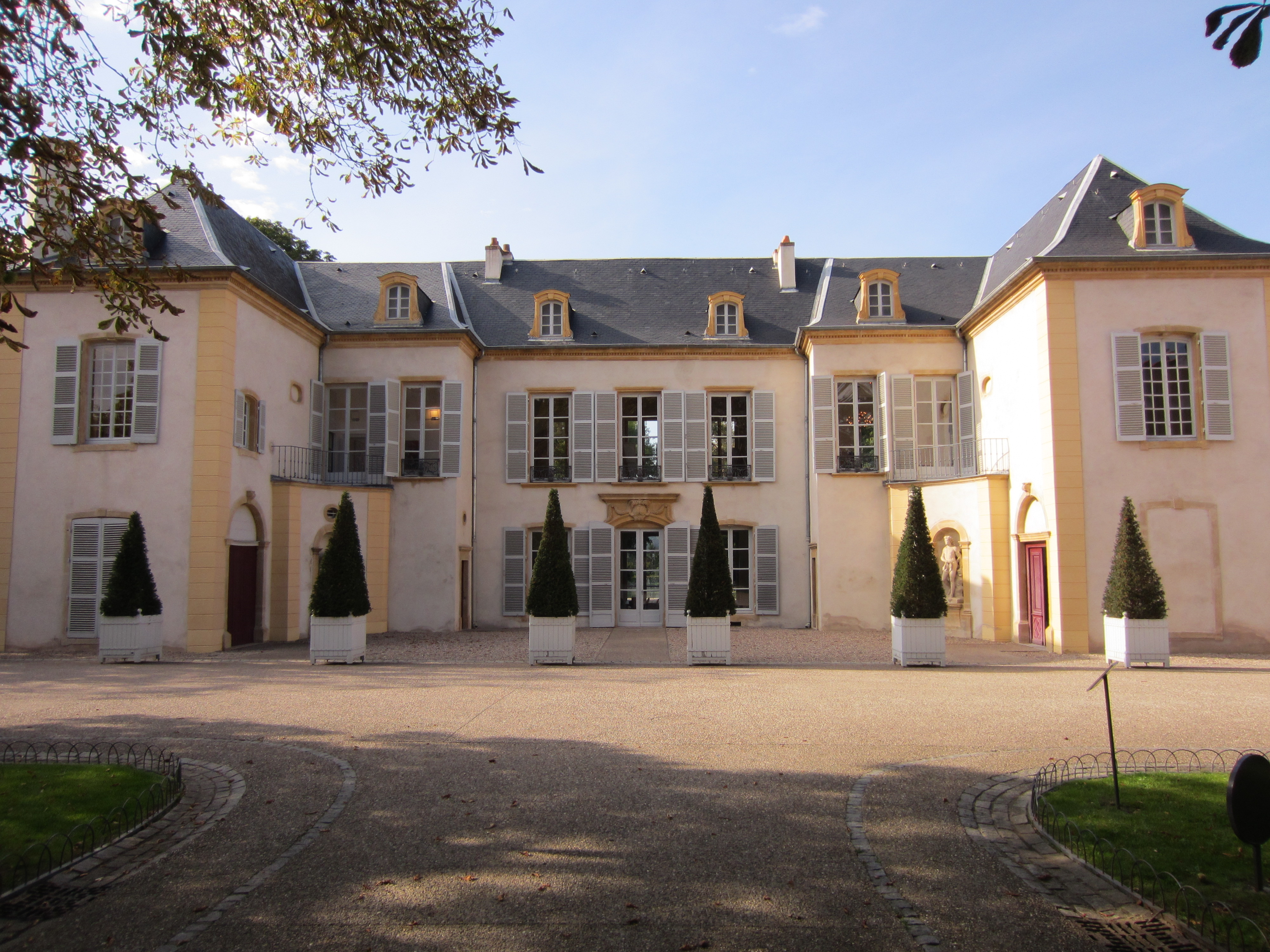
Замок Курселль.

- Ботанический сад Меца (1866) с замком Фрискателли (конец XVIII века).
- Канал Жуи.
- Замок Гранж-ле-Мерсье (XIV век), фасад 18 века.
- Замок Орнь-о-Саблон XIV века, сожжён в 1372 году королём Богемии. В 1552 году служил местопребыванием императора Карла V во время осады Меца. Разрушен в 1944 году.
- Бывший форт Замок епископа, разрушен во время осады Меца в 1552 году.
- Замок Курселль, начало XVIII века.
- Церковь Сен-Жозеф (1901-1906), неороманский-рейнский стиль.
- Церковь Сент-Жан-д'Арк (1960).
- Часовня Сакре-Кёр.
- Часовня святого семейства, ныне дом престарелых.
- Часовня Сен-Прива, IX век, старейшее религиозное сооружение Монтиьи-ле-Меца.